# Andrea Reiter
Andrea Reiter (Essen, 25 maggio 1960) è un'ex cestista tedesca.

## Carriera
Con la Germania Ovest ha disputato i Campionati europei del 1983.